# آيفون (الجيل الأول)
يُعد هاتف الآيفون (بالانجليزية: iPhone)، الذي يُعرف أيضًا باسم iPhone 2G، أو iPhone 1، أو الآيفون الأصلي، أول طراز من هواتف الآيفون وأول هاتف ذكي قامت شركة آبل بتصميمه وتطويره وتسويقه. بعد سنواتٍ من الشائعات والتكهنات، تم الإعلان عنه رسميًا في 9 يناير 2007، وتم إطلاقه في الولايات المتحدة في 29 يونيو 2007.
بدأ تطوير الآيفون كمنتج في عام 2005 واستمر بسريةٍ تامةٍ حتى الكشف عنه للعامة. وقد خالف الجهاز تصميمات الهواتف المحمولة السائدة آنذاك، بعد أن تخلص من معظم الأزرار المادية واعتمد على واجهةٍ تعمل باللمس مناسبةٍ للاستخدام بالأصابع، مع وجود عددٍ قليلٍ من الأزرار المادية وشاشة تعمل باللمس فقط. تميز بتوافقه مع شبكات GSM الرباعية النطاق مع دعم نظام الخدمة الراديوية العامة للرزم (GPRS) ونظام إيدج (EDGE) لنقل البيانات، واستخدم الاتصال المستمر بالإنترنت والمعالجة المدمجة لدعم ميزاتٍ غير متعلقةٍ بالاتصالات الصوتية. تم الإعلان عن خليفته، آيفون 3G، في 9 يونيو 2008.
سرعان ما أصبح الآيفون المنتج الأكثر نجاحًا في تاريخ شركة أبل، مما جعلها تصبح من أكثر الشركات جنيًا للأرباح في العالم بأسره. وسمح إدخال متجر التطبيقات للشركات القائمة والمطورين المبتدئين ببناء مساراتٍ مهنيةٍ وكسب المال عبر المنصة، مع تقديم طرقٍ جديدةٍ للمستهلكين للوصول إلى المعلومات والتواصل مع الآخرين. اجتذب الآيفون بشكلٍ كبير الجمهور العام، على عكس مجتمع الأعمال الذي كانت تركز عليه أجهزة بلاك بيري وIBM في ذلك الوقت، ومن خلال دمج التكنولوجيا الحالية وتوسيع قابلية الاستخدام، وقد وُصف الإعلان عن الآيفون بأنه قلب للصناعة الهواتف الذكية رأسًا على عقب.

## تاريخ التطوير
في عام 2000، كان لدى ستيف جوبز، المدير التنفيذي لشركة أبل، رؤية طموحة لجهاز يعمل باللمس يمكن للمستخدم التفاعل معه باستخدام أصابعه بدلاً من القلم، الذي كان أداة شائعة للعديد من الأجهزة ذات الشاشة اللمسية في ذلك الوقت. كانت الأجهزة اللوحية وأنظمة التفاعل بين الإنسان والآلة تعتمد غالبًا على لوحات مفاتيح وأجهزة تأشير فيزيائية، لكن جوبز أراد تغيير هذا النهج باستخدام شاشة لمس متعددة الطبقات تعمل باللمس المتعدد، وهي تقنية متقدمة وحديثة في ذلك الوقت.
جمع جوبز فريقًا من مهندسي أبل للعمل على هذه الفكرة كمشروع جانبي، وبعد استعراض النموذج الأولي وواجهة المستخدم، أدرك جوبز أن هناك فرصة لتطوير جهاز محمول يمكنه منافسة الهواتف الذكية التي بدأت تظهر في السوق. أطلق على هذا الجهد اسم "مشروع الأرجواني 2" وبدأ في عام 2005. يذكر أن أبل كانت قد اشترت نطاق "iphone.org" في ديسمبر 1999، مما يشير إلى نوايا الشركة في الدخول إلى سوق الهواتف الذكية منذ فترة طويلة.
كان تطوير الآيفون نتيجة لتعاون سري وغير مسبوق بين أبل وشركة سينغولار وايرلس، التي أصبحت الآن جزءًا من AT&T. بلغت تكلفة التطوير حوالي 150 مليون دولار على مدى ثلاثين شهرًا. رفضت أبل نهج التصميم الجماعي الذي نتج عنه هاتف موتورولا ROKR E1، والذي قاد كان تعاون غير ناجح بين أبل وموتورولا، وبدلاً من ذلك، منحت سينغولار وايرلس الحرية لأبل لتطوير الآيفون داخليًا بكل تفاصيله. كانت هذه الخطوة حاسمة في ضمان جودة الجهاز والتحكم الكامل في كل جانب من جوانب تصميمه.
تم الكشف عن الآيفون لأول مرة من قبل ستيف جوبز في 9 يناير 2007 خلال مؤتمر Macworld في سان فرانسيسكو. وأعلن جوبز بحماس: "هذا اليوم الذي كنت أتطلع إليه منذ عامين ونصف"، و"اليوم، ستعيد أبل اختراع الهاتف". قدم جوبز الآيفون كجهاز يجمع بين ثلاثة منتجات: "آيبود بشاشة واسعة وتحكم باللمس"، و"هاتف محمول ثوري"، و"جهاز اتصال بالإنترنت غير مسبوق". كانت هذه اللحظة نقطة تحول في تاريخ التكنولوجيا المحمولة.
قبل ستة أسابيع من إطلاق الآيفون، قرر ستيف جوبز استبدال الشاشة البلاستيكية بشاشة زجاجية بعدما لاحظ خدوشًا على شاشة النموذج الأولي الذي كان يحمله في جيبه بسبب احتكاكه بالمفاتيح. هذا التغيير المفاجئ في التصميم استدعى عملية تقديم عروض سريعة لاختيار شركة لتصنيع الشاشة الجديدة. فازت شركة فوكسكون بالعقد بعد أن افتتحت جناحًا جديدًا في مجمع مصنعها في شنتشن خصيصًا لهذا الغرض، مما مكنها من تلبية المتطلبات الصارمة لجودة الشاشة والإنتاج في وقت قياسي.

## الخصائص
- نظام التشغيل: آي أو إس 1.0
- الوزن: 135 غ (4.8 أونصة)
- المعالج: 412 ميجا هرتز
- الذاكرة: 128 ميجابايت

## وصلات خارجية
- الموقع الإلكتروني